# 圣索菲亚教堂 (青岛)

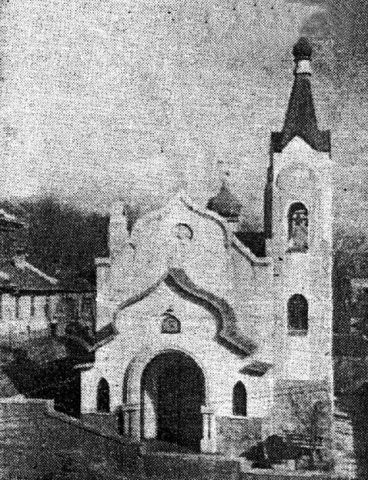
青岛圣索菲亚教堂

圣索菲亚教堂又称青岛东正教堂，是中国山东省青岛市的一座东正教教堂，原址位于今金口一路34号。上世纪三十年代由于居住青岛的白俄人数众多，由住宅改建的东正教堂已无法使用，遂于1931年由白俄建筑师尤力甫（俄语：Владимир Юрьев，罗马化：Wladimir Yourieff）设计并建造新的东正教堂。教堂坐北朝南，面朝第一海水浴场。50年代末，大陆的白俄被遣返回苏联，该教堂遂处于闲置状态，并于文革前后关闭。后来教堂成了物资局仓库，后于1971或1972年拆除，原址建物资局宿舍楼。

## 图集
- 教堂与附属建筑的模型
- 教堂照片，1942年
- 附属建筑